# Себастиан Фихтнер
Себастиан Фихтнер (на немски: Sebastian Fichtner) е германски офицер, който служи по време на Първата и Втората световна война.

## Живот и кариера
Себастиан Фихтнер е роден на 17 юни 1894 г. в Пфлугдорф, Германия.
През 1913 г. се присъединява към баварската армия като офицерски кадер. Участва в Първата световна война, където със звание лейтенант служи в различни инженерни подразделения. След края на войната се присъединява към Райхсвера. Служи основно в мобилни подразделения.
В началото на Втората световна война е със звание оберстлейтенант. Между януари и ноември 1943 г. командва 8-а танкова дивизия. След това е изпратен в резерва. Пленен е на 8 май 1945 г. и е освободен през 1947 г.
Умира на 7 март 1950 г. в Мюнхен, Германия.

## Дати на произвеждане в звание
- Оберст – 1 януари 1940 г.
- Генерал-майор – 1 август 1942 г.
- Генерал-лейтенант – 8 септември 1943 г.